# Любекский мост
Любекский мост (латыш. Lībekas tilts) — деревянный мост, построенный в 1917 году через Даугаву в Риге. Он просуществовал семь лет и был разрушен во время весеннего паводка 1924 года.
Это был мост из решётчатых деревянных конструкций на деревянных сваях. Длина — 540 метров. Для строительства моста была использована часть одного из мостов, построенных для фронта. Ферма имела небольшую грузоподъёмность, поэтому автобусы и трамваи по мосту не ходили. Мост также предназначался для прохода кораблей. Название моста было связано с названием фактической столицы Ганзейского союза. Мост соединил улицу Грециниеку в Старой Риге с улицей Акменю в Пардаугаве.

## История
Осенью 1917 года в период Первой мировой войны российские войска, отступая из Риги, взорвали Земгальский и Железнодорожный мосты. После этого наступающие немецкие силы для обеспечения снабжения фронта и движения между двумя берегами Даугавы за два месяца (сентябрь и октябрь) построили деревянный мост на сваях вместо понтонного моста, эвакуированного в Пярну.
Во время весеннего паводка 1924 года между Марушкой и Саласпилсом в Даугаве образовался большой затор. 5 апреля ледовый затор протяжённостью около 10 километров сдвинули армейские сапёры, одновременно подорвав четыре мины, в результате чего огромная речная волна со льдом прошла по Даугаве к Любекскому мосту. Поскольку мост строили в спешке, забыв изучить гидрологический режим реки, ледоломы поставили под неправильным углом. Течение разбивало их один за другим, унеся первый участок моста на правый берег Даугавы. В течение часа в море уплыли 7 пролётов. Два из них осели перед Белой церковью, остальные носило между Царникавой и Мерсрагсом, где они мешали рыбной ловле и мореходству. Уцелело лишь несколько участков моста на левом берегу Даугавы. Одновременно с мостом были разорваны телефонные, телеграфные и высоковольтные линии электропередач, ведущие в Пардаугаву, которые отремонтировали в течение одного дня. В том же 1924 году на месте Любекского моста был построен Рижский понтонный мост.

## В литературе
Любекский мост упоминается в поэме Линарда Лайцена в стихотворении «На большом Любекском мосту» из собрания «Ho-Taī» (1922).